# Ochsenschwanzragout

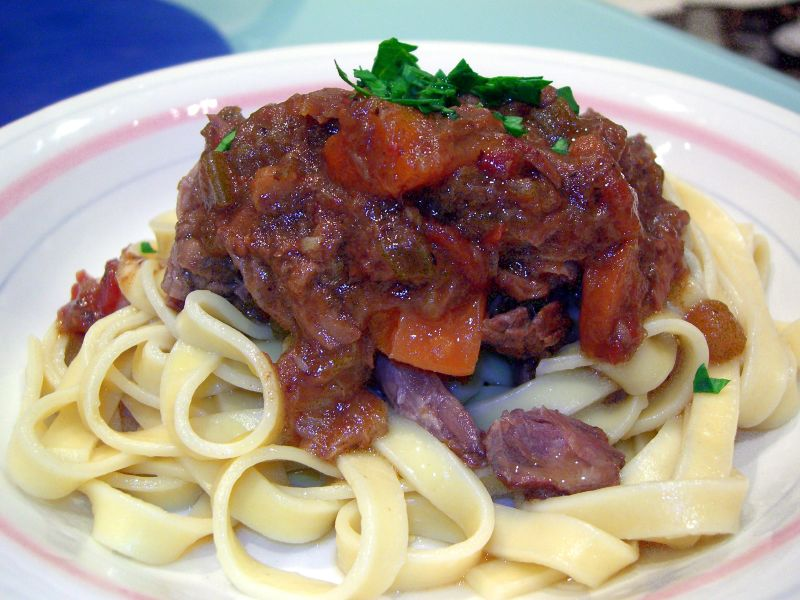
Ochsenschwanzragout mit Bandnudeln

Ochsenschwanzragout (französisch ragoût de queue de boeuf, englisch oxtail stew) ist ein Schmorgericht aus geschnittenen Ochsenschwanzstücken, das in vielen Regionen der Welt bekannt ist. In Italien ist es als Coda alla Vaccinara bekannt, während es in Spanien Rabo de Toro heißt.
In der Regel wird Ochsenschwanzragout mit Bratgemüse hergestellt. In den europäischen Küchen werden dazu gewöhnlich Zwiebeln, Möhren und teils Staudensellerie verwendet, und die Soße wird mit Rotwein und Tomatenmark sowie mit Salz, Pfeffer, Lorbeer, Thymian u. a. abgeschmeckt. Der Ochsenschwanz wird in den Gliedern auseinandergeschnitten, nicht gehackt, dann scharf angebraten und mit dem ebenfalls angebratenen Gemüse Rotwein und den Gewürzen geschmort. Die garen Ochsenschwanzstücke werden mit der Soße aus den passierten Kochzutaten serviert.
In Südostasien (Philippinen) heißt es Kare-Kare, als Gemüse werden Eierfrüchte, Artischockenherzen, grüne Bohnen, Bananenblüten oder Spinat genommen, und die Soße wird mit Erdnüssen, Fischsauce, Ingwer und Knoblauch zubereitet.